# Уэлс (округ, Индиана)
Уэлс (англ. Wells County) — округ в штате Индиана, США. Официально образован в 1837 году. По состоянию на 2010 год, численность населения составляла 27 636 человека.

## География
По данным Бюро переписи США, общая площадь округа равняется 958,948 км2, из которых 953,354 км2 суша и 2,160 км2 или 0,580 % это водоёмы.

## Население
По данным переписи населения 2000 года в округе проживает 27 600 жителей в составе 10 402 домашних хозяйств и 7 624 семей. Плотность населения составляет 29,00 человек на км2. На территории округа насчитывается 10 970 жилых строений, при плотности застройки около 11,00-ти строений на км2. Расовый состав населения: белые — 98,32 %, афроамериканцы — 0,16 %, коренные американцы (индейцы) — 0,19 %, азиаты — 0,21 %, гавайцы — 0,03 %, представители других рас — 0,43 %, представители двух или более рас — 0,65 %. Испаноязычные составляли 1,44 % населения независимо от расы.
В составе 35,10 % из общего числа домашних хозяйств проживают дети в возрасте до 18 лет, 61,90 % домашних хозяйств представляют собой супружеские пары проживающие вместе, 8,30 % домашних хозяйств представляют собой одиноких женщин без супруга, 26,70 % домашних хозяйств не имеют отношения к семьям, 23,30 % домашних хозяйств состоят из одного человека, 10,20 % домашних хозяйств состоят из престарелых (65 лет и старше), проживающих в одиночестве. Средний размер домашнего хозяйства составляет 2,61 человека, и средний размер семьи 3,09 человека.
Возрастной состав округа: 27,30 % моложе 18 лет, 8,30 % от 18 до 24, 28,10 % от 25 до 44, 22,20 % от 45 до 64 и 22,20 % от 65 и старше. Средний возраст жителя округа 37 лет. На каждые 100 женщин приходится 97,30 мужчин. На каждые 100 женщин старше 18 лет приходится 93,20 мужчин.
Средний доход на домохозяйство в округе составлял 43 934 USD, на семью — 51 517 USD. Среднестатистический заработок мужчины был 35 830 USD против 22 442 USD для женщины. Доход на душу населения составлял 19 158 USD. Около 4,20 % семей и 5,90 % общего населения находились ниже черты бедности, в том числе — 8,00 % молодежи (тех, кому ещё не исполнилось 18 лет) и 6,90 % тех, кому было уже больше 65 лет.